# Triaspis obscurella
Triaspis obscurella är en stekelart som först beskrevs av Christian Gottfried Daniel Nees von Esenbeck 1816.  Triaspis obscurella ingår i släktet Triaspis och familjen bracksteklar. Arten är reproducerande i Sverige. Inga underarter finns listade i Catalogue of Life.